# 킹 메이커 (소설)
《킹 메이커》는 대한민국의 2007년 대한민국 대통령 선거를 배경으로 BBK 주가조작 사건을 다룬 소설가 김진명의 소설이다. BBK 주가조작 사건에 대해 미국 CIA가 개입하여 대선을 조작하려고 한다는 것을 줄거리로 다루면서 한국의 대통령 선거가 강대국의 영향력을 받지 않기를 바라는 것을 주제로 다루고 있다.